# Bicharia
Bicharia é uma música do cantor e compositor brasileiro Chico Buarque, gravada para a trilha sonora do musical infantil Os Saltimbancos, é a primeira faixa do álbum homônimo.
Escrita pelo próprio Chico Buarque, a canção foi gravada e lançada em 1977, se tornando uma das canções mais famosas do musical. Embora nunca tenha sido lançada como single, a canção ganhou popularidade, principalmente devido as regravações que obteve ao longo das décadas.

## Antecedentes
Em 1976, durante uma visita à Itália, Chico Buarque conheceu o disco infantil I Musicanti, composto por Luis Enríquez Bacalov e Sergio Bardotti. O disco que surgiu de um musical, foi inspirado no conto dos Irmãos Grimm, Os Músicos de Bremen. Embora a peça não tenha feito muito sucesso em seu país de origem, Buarque resolveu trazer o musical para o Brasil, traduzindo as músicas originais, pois havia se interessado nas canções, enxergando potencial na obra. No disco original, a canção é intitulada I-o bao coccodè miao. Na versão feita para Os Saltimbancos, Chico Buarque resolveu fazer uma adaptação mais teatral e brasileira para a canção.
| “ | Au, au, au. Hi-ho hi-ho. Miau, miau, miau. Cocorocó. | ” |

## Lançamento
Na trilha sonora, a canção é interpretada por Nara Leão como a Gata; Miúcha, como a Galinha; Magro como o Jumento; e Ruy como o Cachorro.
A canção foi apresentada pela primeira vez ao público em agosto de 1977 no Canecão, Rio de Janeiro, na ocasião da estreia do musical infantil. Nesta, a música foi interpretado por Marieta Severo, como a Gata; Miúcha, a Galinha; Pedro Paulo Rangel, o Cachorro; e Grande Otelo, o Jumento. Miúcha, sendo a única a participar dos dois momentos.
Em 13 de setembro de 2014, para comemorar os 70 anos de Chico Buarque, o musical retornou com uma nova apresentação. Bicharia fez parte do repertório.

## Rebichada
Em 1981 a canção foi relançada com o título de Rebichada para a trilha sonora do filme Os Saltimbancos Trapalhões, interpretada por Chico Buarque e o grupo de comédia Os Trapalhões.
A letra de Rebichada chegou a ser vetada pelo Serviço de Censura Federal, em julho de 1981. No entanto, a gravadora Ariola recorreu da decisão e conseguiu a liberação integral da música.

## Versão de Eliana
Em 2001 a cantora e apresentadora Eliana regravou a canção para o seu nono álbum de estúdio, o homônimo Eliana. Embora não tenha sido lançado como single, ela se tornou popular entre seus fãs.